# Hermann Lang
 Hermann Lang  va ser un pilot de curses automobilístiques alemany que va arribar a disputar curses de Fórmula 1 nascut el 6 d'abril del 1909 a Bad Cannstatt, prop de Stuttgart, Baden-Württemberg, Alemanya i va morir el 19 d'octubre del 1987.

## A la F1
Va debutar a la vuitena i penúltima cursa de la quarta temporada de la història del campionat del món de la Fórmula 1, la corresponent a l'any 1953, disputant el 23 d'agost el GP de Suïssa al Circuit de Bremgarten, prop de Berna.

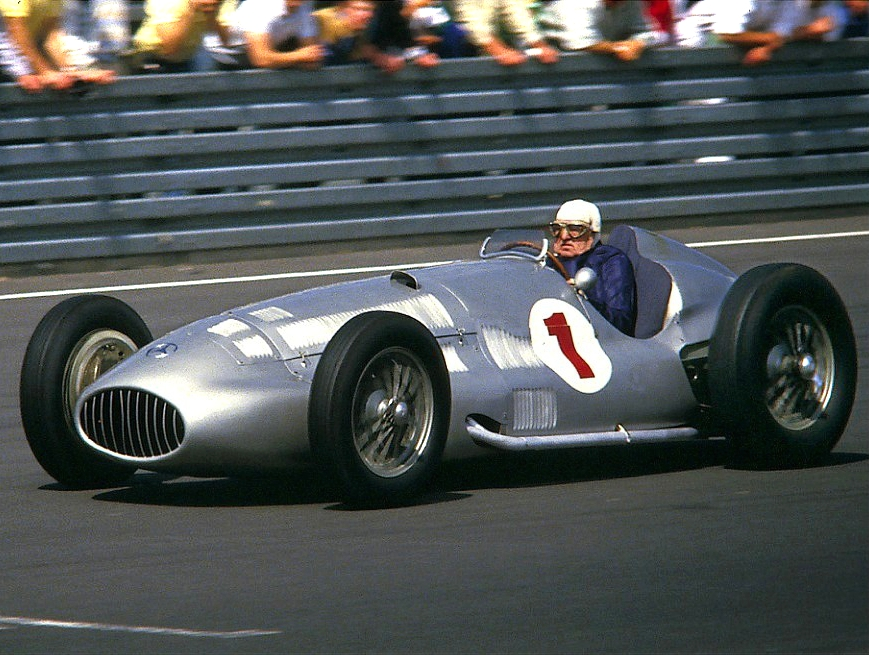
Hermann Lang amb un Mercedes-Benz W 154
a Nürburgring (1986)

Hermann Lang va participar en dues curses puntuables pel campionat de la F1, disputant-les en dues temporades diferents, les corresponents als anys 1953 i 1954.
Fora del món de la F1, va aconseguir destacats triomfs com el Campionat Europeu de Curses de l'any 1939 i la victòria a la cursa de les 24 hores de Le Mans de l'any 1951.

## Resultats a la Fórmula 1
| Any  | Equip                     | Xassís   | Motor    | 1   | 2   | 3   | 4   | 5   | 6       | 7   | 8     | 9   | Posició | Punts |
| ---- | ------------------------- | -------- | -------- | --- | --- | --- | --- | --- | ------- | --- | ----- | --- | ------- | ----- |
| 1953 | Officine Alfieri Maserati | Maserati | Maserati | ARG | 500 | HOL | BEL | FRA | GBR     | ALE | SUI 5 | ITA | 17è     | 2     |
| 1954 | Mercedes                  | Mercedes | Mercedes | ARG | 500 | BEL | FRA | GBR | ALE Ret | SUI | ITA   | ESP | -       | 0     |

### Resum
| Curses: | Victòries: | Pòdiums: | Poles: | Voltes ràpides: | Punts: |
| ------- | ---------- | -------- | ------ | --------------- | ------ |
| 2       | 0          | 0        | 0      | 0               | 2      |